# 978 a.C.
Il 978 a.C. (CMLXXVIII a.C. in numeri romani) è un anno  del X secolo a.C.

## Eventi
- Marduk-mukin-apli diventa re di Babilonia.

## Morti
- Osorkon il Vecchio, faraone egizio